# Abacion texensis
Abacion texensis är en mångfotingart som först beskrevs av Loomis 1937.  Abacion texensis ingår i släktet Abacion och familjen Abacionidae. Inga underarter finns listade i Catalogue of Life.